# 魯軌
魯軌（？—449年），一名象齒，扶風郡郿縣人。東晉雍州刺史魯宗之之子，先後為東晉、後秦及北魏將領。

## 生平
魯軌擅長騎射，氣力絕人，在晉任竟陵太守。義熙十一年（415年）正月，劉裕討伐司馬休之，魯宗之因自疑不為劉裕所容，遂起兵與司馬休之共用抵抗劉裕，魯軌也起兵響應。時江夏太守劉虔之屯於三連（今湖北安陸縣西），建橋聚糧等待劉裕參軍檀道濟等軍前來，但道濟久久未至，魯軌就襲殺劉虔之。接著魯軌又於破冢（今湖北江陵東南）擊敗由徐逵之率領的劉裕先鋒，徐逵之、王允之及沈淵子都戰死。魯軌也乘勝攻擊與徐逵之同行的蒯恩，但因其勒兵不動，魯軌無法擊破，唯有退走。劉裕於三月率諸軍渡江，時魯軌及司馬文思率領司馬休之的四萬守軍臨岸布陣，令劉裕軍無法登岸。劉裕逼迫建武將軍胡藩登岸，胡藩用刀在峭壁上鑿小洞，軍隊就這樣登上山頭，一時士氣大振，岸上守軍不能抵擋，稍稍退後就自潰，江陵於是被攻下，司马休之等棄城北逃，魯軌就堅守石城（今湖北鍾祥縣）。劉裕命趙倫之及沈林子攻石城，擊敗了魯軌，休之等不及救援，魯軌只有和他們一起北走，最終逃到後秦。次年，魯軌就奉後秦天王姚興命令進攻襄陽，被雍州刺史趙倫之擊敗。
義熙十三年（417年），劉裕滅後秦，魯軌與司馬休之等人向北魏投降，並隨長孫嵩北走。北魏授予魯軌寧南將軍、荊州刺史，駐長社（今河南長葛縣東），封襄陽公。宋武陵王劉駿自太平真君六年（宋元嘉二十二年，445年）任雍州刺史，出鎮襄陽後，魯爽曾經派親信程整送信去表示有意歸順，不過因為當日對抗劉裕時殺死了劉康祖父劉虔之及徐湛之父徐逵之，故一直不敢行動。時宋文帝劉義隆亦多次招請魯軌，並允諾任命他為司州刺史。
魏太平真君十年（宋元嘉二十六年，449年），魯軌去世，子魯爽襲其官爵。

## 子女
- 魯爽，襲父官爵，後入宋官至豫州刺史，因參與劉義宣等人起兵而兵敗被殺。
- 魯瑜，爽弟，爽起兵時在京，因魯爽通報而西赴爽軍。
- 魯弘，爽弟，臧質府佐[1]。
- 魯秀，爽七弟，能力比魯爽更好，在宋官至司州刺史，與義宣同起兵，終戰死。